# 日本神話における食物起源神話
日本神話における食物起源神話（にほんしんわにおけるしょくもつきげんしんわ）では、日本神話における、食物の起源に関する神話について記述する。
日本神話における食物起源の記述には、東南アジアでよく見られるハイヌウェレ神話の特徴が見られる。即ち、排泄物から食物などを生み出す神を殺すことで食物の種が生まれたとするものである。
また、天から食物の種を携えた神が天降って来たとする記述も見られる。これはギリシャのデーメーテール神話に類似している。

## ハイヌウェレ神話型

### 大気都比売神と須佐之男命
『古事記』においては、岩戸隠れの後に高天原を追放された速須佐之男命（素戔嗚尊）が、食物神である大気都比売神（おおげつひめ-）に食物を求めた話として出てくる。
大気都比売は、鼻や口、尻から様々な食材を取り出して調理して須佐之男命に差しあげた。しかし、その様子を覗き見た須佐之男命は食物を汚して差し出したと思って、大気都比売を殺してしまった。
大気都比売の屍体から様々な食物の種などが生まれた。頭に蚕、目に稲、耳に粟、鼻に小豆、陰部に麦、尻に大豆が生まれた。神産巣日神（神産巣日御祖命・かみむすび）はこれらを取って五穀の種とした。

### 保食神と月夜見尊
『日本書紀』においては、同様の説話が神産みの第十一の一書に月夜見尊（月読命・つくよみ）と保食神（うけもち）の話として出てくる。
天照大神はツクヨミに、葦原中国にいるウケモチという神を見てくるよう命じた。ツクヨミがウケモチの所へ行くと、ウケモチは、口から米飯、魚、毛皮の動物を出し、それらでツクヨミをもてなした。ツクヨミは汚らわしいと怒り、ウケモチを斬ってしまった。それを聞いたアマテラスは怒り、もうツクヨミとは会いたくないと言った。それで太陽と月は昼と夜とに分かれて出るようになったのである。
アマテラスがウケモチの所に天熊人（あめのくまひと）を遣すと、ウケモチは死んでいた。保食神の亡骸の頭から牛馬、額から粟、眉から蚕、目から稗、腹から稲、陰部から麦・大豆・小豆が生まれた。アメノクマヒトがこれらを全て持ち帰ると、アマテラスは喜び、民が生きてゆくために必要な食物だとしてこれらを田畑の種とした。

### 稚産霊
また、日本書紀における神産みの第二の一書には、火の神軻遇突智（火之迦具土神・かぐつち）と、伊弉冉尊（伊邪那美命・いざなみ）が亡くなる直前に生んだ土の神・埴山媛（はにやまひめ）の間に生まれた稚産霊（和久産巣日神・わくむすひ）の頭の上に蚕と桑が生じ、臍（ほぞ）の中に五穀が生まれたという説話がある。ワクムスビが亡くなる（殺された）かどうかの記述はないが、ハイヌウェレ神話型に分類されるものである。

## 縄文の神話
神話学者の吉田敦彦は、縄文時代中期の土偶の大半が地母神的な女性を表現しており、且つ破壊されている点に注目した。これは「地母神が殺されてバラバラにされ、そこから人々の役に立つものが誕生した」という神話を、女神の表象である土偶を破壊して分割する行為によって儀礼的に再現した痕跡ではないか、と考えたのである。この説によるとハイヌウェレ型神話は芋（あるいは五穀）栽培と共に既に縄文中期に日本列島で知られていた、という事になる。
佐原真は、考古学の観点・立場からは縄文中期の土偶破壊儀礼に当たる考古資料が弥生時代や古墳時代には確認されないことから、日本神話（高天原神話）が縄文時代までさかのぼるという考え方には不安が残るとし、神話の連続性（民俗伝承・文化を考古資料で裏付けようとする時間軸を無視した説）に関しては問題点を呈している。